# 9239 ван Рібек
9239 ван Рібек (9239 van Riebeeck) — астероїд головного поясу, відкритий 3 травня 1997 року.
Тіссеранів параметр щодо Юпітера — 3,545.
Названо на честь Яна ван Рібека (повне ім'я: Йохан Антонісзон ван Рібек; нід. Johan Anthoniszoon «Jan» van Riebeeck, 1619 — 1677) - відомого голландського дослідника і мореплавця.